# 薩布素
薩布素（穆麟德轉寫：Sabusu，？—1701年），富察氏，隸屬滿洲鑲黃旗，清朝早期軍事人物，曾參與對俄羅斯帝國的戰事。

## 生平
薩布素來自軍人世家，由四世祖充順巴本開始，世代為岳克通鄂城主。充順巴本有一名叫哈木都的後代率部歸附清太祖，被派往屯駐吉林，在那裏定居下來。薩布素最初任職驍騎校，後遷協領。康熙十二年，任寧古塔鑲紅旗駐防協領。次年，任寧古塔副都統。康熙十六年（1677年），康熙皇帝派覺羅武默訥率領大臣瞻領長白山，薩布素奉寧古塔將軍巴海之命支援他們。任務完成後，次年薩布素被晉升為寧古塔副都統。
其時俄羅斯沙皇國勢力東漸，在黑龍江雅克薩城舊址建造阿爾巴津城。康熙二十一年（1682年），清聖祖命令薩布素與郎坦等將領共同率兵偵察雅克薩及附近地區情況。巴海與薩布素引一千五百人在黑龍江邊建造兩座木城，分別名為黑龍江及呼瑪爾。次年（1683年），薩布素向朝廷上疏，申請在戰船建好後立即攻打雅克薩。在北京的官員同意申請，但康熙沒有批准。不久康熙頒令巴海回守吉林，薩布素跟另一名寧古塔副都統瓦禮祜被改派往額蘇哩駐守。
薩布素調動兵力往額蘇哩耕種，又向朝廷申請以寧古塔的軍隊輪更駐守。康熙不希望士兵過於勞苦，於是命令在黑龍江建城，新設黑龍江將軍、副都統等職位，並以薩布素為黑龍江將軍。其後康熙派瓦山及果丕與薩布素商議進兵日期。薩布素主張在來年（1684年）四月以水陸兩路進攻雅克薩，如不能攻下城池，則芟除周圍的農作物。康熙主張謹慎行事，至二十四年（1685年）才派遣朋春進攻雅克薩。薩布素在與朋春會師並攻克雅克薩城後，奉命移駐墨爾根，並在那裏建造墨爾根城。
次年（1686年），薩布素上疏指俄羅斯人再度盤踞雅克薩，康熙派郎中滿丕查訪得實後，即命令薩布素暫停墨爾根的移民計劃，改為率領二十名寧古塔士兵進攻雅克薩，又命郎坦及班達爾沙二將會師。薩布素調派軍隊和船隻圍困雅克薩，並採取措施防止附近的尼布楚派遣援軍來救。後來俄羅斯沙皇國經荷蘭使節斡旋，提出派遣代表團談判劃界事宜，並要求清朝撤出雅克薩。康熙答應撤軍後，俄羅斯派遣以費耀多囉為首的使節團到尼布楚，與清朝代表索額圖等人簽訂尼布楚條約。根據條約，雅克薩城一帶劃歸清朝，俄羅斯依約拆毀雅克薩城並遷走當地居民。
康熙二十九年（1690年），薩布素往北京述職，得到康熙的優待：他獲得優厚的賞賜，並獲准與內大臣同坐。隨後薩布素獲委任總管索倫等部的貢物，他上疏陳述各部日常生活、風俗、遊牧狩獵等情況，並制訂相關規例。所有建議都獲康熙批准施行。康熙三十七年，任一等輕車都尉、賜御袍及纓緯。

## 家族
根据《付察哈拉家谱》或《富察哈拉家谱》记载：
- 始祖：尔德依
- 天祖：崇顺巴奔（充顺巴本）
- 高祖：乌朱喀拉
- 曾祖：哈尔都 (哈木都）
- 祖：哈勒苏 （哈尔苏)
- 父母：虽哈纳 (随哈纳，宁古塔城守尉)、妻舒穆禄氏
- 弟：党丹（宁古塔佐领，后移驻京）
- 子：头等侍卫雅图、德顺、雅顺、吉林将军常德、总管巴克新。
- 孙：苏尔通阿（骑都尉，常德子）、端顺（管犬大臣，德顺子）
- 从孙：成都将军凯音布，字戡卿，号靖侯，嘉庆六年进士。（注：嘉庆朱珪编《續纂詞林典故》64卷 卷五十六題名误记 “凱音布，巴海從孫，字戡卿，滿洲鑲藍旗人“，显然漏字误记错误，因为巴海，是镶蓝旗人，姓瓜尔佳氏，萨布素是其副手。应为巴海副手萨布素从孙）。

## 延伸阅读
[在维基数据编辑]
 《清史稿·卷280》，出自趙爾巽《清史稿》